# Celestino Bertolone
Celestino Bertolone (Vado Ligure, 1886 – settore di Brunete, 19 luglio 1937) è stato un militare italiano, decorato di medaglia d'oro al valor militare alla memoria nel corso della guerra di Spagna.

## Biografia
Nacque a Vado Ligure nel 1886.
Dopo aver conseguito la licenza presso l'Istituto nautico di Savona, si dedicò all'arte e divenuto attore drammatico partecipò alla formazione di compagnie teatrali in Italia e all'estero. Arruolatosi volontario nel Regio Esercito nel giugno 1915, dopo l'entrata in guerra del Regno d'Italia, fu assegnato al 5º Reggimento bersaglieri, ottenendo la nomina a sottotenente di complemento dell'arma di fanteria nel luglio 1917 nel 6º Reggimento bersaglieri e a tenente nel gennaio 1918. Posto in congedo nel giugno 1919, come grande invalido di guerra, riprese la sua attività artistica come attore. Il 10 febbraio 1937, trovandosi in Spagna, si arruolò volontario col grado di tenente nella 29ª Compagnia (8ª Bandera) del I Tercio, dislocato nei pressi di Madrid partecipando alle operazioni militari nel settore del fronte di Toledo. Cadde in combattimento nel settore di Brunete il 19 luglio 1937 e fu decorato con la medaglia d'oro al valor militare alla memoria.